# Nick Dunning
Nick Dunning (Wexford em 1959) é um ator irlandês. Dunning é um conhecido ator de teatro e apareceu no palco do West End em Londres e no Gate Theatre, em Dublin. Ele atuou como Tomás Bolena em The Tudors, uma série original da Showtime, pela qual ele ganhou um prémio do IFTA. Ele também apareceu num episódio de Midsomer Murders, intitulado Death's Shadow, e foi chefe do extinto site www.screenwritingonthenet.com.

## Filmografia
- The Tudors (2007)
- Waking the Dead (2007)
- Malice Aforethought (2005)
- Alexander (2004)
- The Account (2004)
- The Return (2003)
- Da Vinci Demons (2013-2015)